# Vilstalradweg
Der Vilstalradweg ist ein etwa 116 Kilometer langer Radwanderweg im Tal der Isen und der Vils von Dorfen bis Vilshofen an der Donau. Davon verlaufen die ersten etwa 20 Kilometer auf der Trasse der ehemaligen Bahnstrecke Dorfen–Velden. 

## Geschichte
Die Bahnstrecke Dorfen–Velden wurde 1898 eröffnet und 1993 stillgelegt.  Der Vilstalradweg besteht seit dem Jahr 2000.

## Strecke
Der Vilstalradweg beginnt am Bahnhof in Dorfen und führt auf der früheren Bahntrasse über Eibach, Schaupping und Taufkirchen nach Velden. Ab Taufkirchen folgt der Radweg dem Verlauf der Vils. In Vilsbiburg trifft er auf den Isar-Vils- und den Vils-Rott-Radweg. Über Frontenhausen, Reisbach und Aldersbach führt der Vilstalradweg nach Vilshofen. Der Vilstalradweg endet am linken Vilsufer direkt an der Mündung in die Donau. Dort ist er an den Donauradweg sowie den Ohetal-Radweg angebunden. In Aufhausen gibt es zudem die Anbindung an den Bockerlbahn-Radweg, in Walchsing die Anbindung an die Tour de Baroque.
Der Radwanderweg verläuft teils auf Radwegen, überwiegend auf wenig befahrenen Nebenstraßen ohne größere Steigungen. 

### Bahn
In Dorfen, Vilsbiburg und Vilshofen an der Donau besteht Anschluss an den Schienenverkehr.